# Nguyễn Mậu
Nguyễn Mậu (1400–1510; khoảng thế kỷ 15) quê thôn Bích Du, tổng Bích Du, huyện Thụy Anh, phủ Thái Bình, nay là thôn Bích Đoài xã Thái Nguyên, huyện Thái Thụy, tỉnh Thái Bình. Ông đỗ đệ nhị giáp Tiến sĩ xuất thân (Hoàng giáp) khoa Mậu Thìn, niên hiệu Đại Hòa 6 (1448) đời vua Lê Nhân Tông, xếp đầu trong số 12 người đỗ Tiến sĩ xuất thân đệ nhị giáp.
Sau khi đỗ đạt, Nguyễn Mậu phục vụ dưới hai triều vua nhà Lê là Lê Nhân Tông và Lê Thánh Tông. Ông được bổ dụng chức chuyển vận sứ huyện Lập Thạch, sau thăng Tri phủ lộ Tam Giang. Vua Lê Thánh Tông lên ngôi, ông được bổ dụng chức Tả thị lang bộ Hình, thời gian sau được thăng lên Thượng thư bộ Hình kiêm Đô ngự sử. Năm 1464, ông được vua Lê Thánh Tông ban sắc dụ và bạc để ngợi khen vì ông đã thẳng thắn chỉ ra cho vua thấy những điều gì nên làm và nên tránh, được so sánh với Đỗ Như Hối, Phòng Huyền Linh thời Đường.
Làm quan đến năm 66 tuổi, vì tuổi cao sức yếu, ông xin cáo quan lui về dạy học ở quê nhà. Ông được phong tước Hầu, khi qua đời được phong phúc thần.
Ông được thờ tại đình Ba Nóc, xã Thái Nguyên huyện Thái Thụy, tỉnh Thái Bình. Hàng năm, dân làng Bích Đoài mở hội vào các ngày từ 8 đến 10 tháng giêng âm lịch để tưởng nhớ ông.
Theo tư liệu điều tra điền dã ở trại Mát, tổng Bích Du (nay là thôn Bích Đoài, xã Thái Nguyên) huyện Thái Thụy, tỉnh Thái Bình thì Nguyễn Mậu (? - ?) là anh em cùng cha khác mẹ với Hoàng giáp Phạm Đức Khản, quê xã Hội Am, huyện Vĩnh lại, phủ Hạ Hồng, đỗ cùng khoa, làm quan đến chức Đề lĩnh tứ thành quân vụ, sau làm đến chức Tả thị lang. Năm sáu lăm tuổi về trí sỹ, mất tại quê, phần mộ hiện nay vẫn còn tại thôn Hội Am, xã Cao Minh, huyện Vĩnh Bảo, Hải Phòng..